# Емир Хаџихафизбеговић
Емир Хаџихафизбеговић (Тузла, 20. август 1961) је босанскохерцеговачки глумац и политичар, члан Предсједништва Странке демократске акције.

## Биографија

### Младост и образовање
Дипломирао је на Академији сценских умјетности у Сарајеву, 1986.
Професор је глуме на Академији драмских умјетности у Тузли.
Остварио више од 50 улога у позоришту и на ТВ-у.

### Политичка каријера
Од 2007. до 2011. године је био министар културе и спорта Кантона Сарајево. За члана Предсједништва Странке демократске акције је изабран 5. октобра 2019. године.

### Приватни живот
Ожењен је Аидом Хаџихафизбеговић, са којом има двоје деце: сина Едина (1990) и кћерку Амру (1994).
Един Хаџихафизбеговић је био саветник у кабинету бошњачког члана Предсједништва Босне и Херцеговине Шефика Џаферовића.

## Улоге
| Год.        | Назив                            | Улога                 |
| ----------- | -------------------------------- | --------------------- |
| 1984.       | Велики таленат                   |                       |
| 1985.       | Аудиција                         | Богољуб Шаулић        |
| 1985.       | Отац на службеном путу           | млађи ујак            |
| 1986.       | Вријеме прошло — вријеме садашње |                       |
| 1987.       | Живот радника                    |                       |
| 1988.       | Ћао, ћао, бамбина!               |                       |
| 1989.       | Специјална редакција             | Ален Драгојевић       |
| 1989.       | Хајде да се волимо 2             | конобар               |
| 1990.       | Станица обичних возова           |                       |
| 1990.       | Хајде да се волимо 3             | Јунуз                 |
| 1992.       | Проклета је Америка              |                       |
| 2002.       | Виза за будућност                | Надир                 |
| 2002.       | Обећана земља                    | стражар               |
| 2003.       | Римејк                           | Жељко                 |
| 2003.       | Гори ватра                       | Станко                |
| 2003.       | Љето у златној долини            | Хамид                 |
| 2004.       | Црна хроника                     | Заим                  |
| 2004.       | Код амиџе Идриза                 | Екрем                 |
| 2005.       | Битанге и принцезе               | Есад                  |
| 2005.       | Лопови прве класе                | продуцент             |
| 2005.       | Прва плата                       |                       |
| 2005.       | Добро уштимани мртваци           | ветеринар Сеад        |
| 2005.       | Вечерња школа: Повратак уписаних | музички уредник       |
| 2006.       | Грбавица                         | Пуска                 |
| 2006.       | Караула                          | поручник Сафет Пашић  |
| 2006.       | Пут лубеница                     | Гојко                 |
| 2006.       | Све џаба                         | Љубо                  |
| 2006.       | Тата и зетови                    |                       |
| 2006.       | Наша мала клиника                | Меринко Грчић         |
| 2007.       | Армин                            | Ибро                  |
| 2007.       | Одмори се, заслужио си           | Емир                  |
| 2007.       | Тешко је бити фин                | Сејо                  |
| 2007.-2020. | Луд, збуњен, нормалан            | Самир                 |
| 2008.       | Снијег                           | Дедо                  |
| 2008.       | Видимо се у Сарајеву             | таксиста              |
| 2008.       | Турнеја                          | Данило                |
| 2009.       | Црнци                            | Лега                  |
| 2009.       | Метастазе                        | Реуф                  |
| 2009.       | Кењац                            | Петар                 |
| 2011.       | Два смо свијета различита        | Фадил Опанчић         |
| 2012.       | Људождер вегетаријанац           | Јединко               |
| 2012.       | Смрт човека на Балкану           | Аца                   |
| 2012        | Лед                              | Полицајац на полагању |
| 2013.       | Одумирање                        | Геометар              |
| 2014.       | Дечаци из улице Маркса и Енгелса | Андрија Потпара       |
| 2018.       | Конак код Хилмије                | Хилмија Фрљ           |
| 2020.       | Quo Vadis, Aida?                 | Јока                  |